# هیرومیچی ساتو
هیرومیچی ساتو (ژاپنی: 佐藤 宏道؛ زادهٔ ۹ فوریهٔ ۱۹۷۳) یک بازیکن فوتبال اهل ژاپن است.
از باشگاه‌هایی که در آن بازی کرده‌است می‌توان به باشگاه فوتبال اوراوا رد دیاموندز اشاره کرد.